# Marianówka (hromada Kołki)
Marianówka (ukr. Мар'янівка) – wieś na Ukrainie, w obwodzie wołyńskim, w rejonie łuckim, w hromadzie Kołki. W 2001 liczyła 77 mieszkańców.
W okresie międzywojennym wieś znajdowała się w granicach II RP, wchodząc w skład gminy Silno w powiecie łuckim, w województwie wołyńskim.